# Macrothele auriculata
Espèce
Macrothele auriculata est une espèce d'araignées mygalomorphes de la famille des Macrothelidae.

## Distribution
Cette espèce est endémique du Yunnan en Chine,. Elle se rencontre dans le xian de Binchuan.

## Description
Le mâle holotype mesure 18,10 mm et la femelle paratype 17,52 mm.

## Systématique et taxinomie
Cette espèce a été décrite par Zhang, Wu, Zhao et Yang en 2024.

## Publication originale
- Zhang, Wu, Zhao & Yang, 2024 : « Two new species of the genus Macrothele Ausserer, 1871 from Yunnan Province, China (Araneae: Macrothelidae). » European Journal of Taxonomy, vol. 932, p. 69-81 (texte intégral).